# مسجد كامبونج سوكانج
مسجد كامبونج سوكانج أو مركز العبادة كامبونج سوكانج أحد مساجد أو مصليات بروناي .

## الموقع
يقع مركز العبادة كامبونج سوكانج في كامبونج سوكانج أولو بلايت توتونج، والتي تبعد حوالي مائة وأثنين كيلومتر من بيسكان بلايت في بروناي .

## البناء
تم البدء في بناء قاعة العبادة كامبونج سوكانج في أوائل عام 1994، واكتمل البناء في شهر سبتمبر من عام 1994، بني المسجد على موقع أرض مساحتها حوالي فدان واحد، وبلغ الإنفاق الكلي 60،000.00 دولار، وقد تم تمويل بناء مركز العبادة بالكامل من قبل مركز التقوى الإسلامي.

## استيعاب المسجد
يمكن لقاعة العبادة كامبونج سوكانج أن تستوعب نحو 40 مصلي في وقت واحد.